# Éric Heumann
Pour les articles homonymes, voir Heumann.
Éric Heumann, né le 30 octobre 1956 , est un producteur de cinéma et réalisateur français.

## Biographie
Titulaire d'une maîtrise de sociologie et d'un DEA de sociologie de l'Institut d'études politiques de Paris (sous la direction de Michel Crozier), il commence sa carrière au sein de MK2, où il s'occupe notamment des acquisitions, de la production et des ventes TV et internationales.
En 1984, il crée Paradis Films, société de production cinématographique dont il est l'actuel co-gérant.
En 1986, il est l'un des cofondateurs de la société de distribution cinématographique Bac Films, aux côtés de Jean Labadie et de Stéphane Sorlat. 
Il est l'un des fondateurs de la société de distribution Océan Films à la fin des années 1990.

## Filmographie

### En tant que réalisateur
- 1997 : Port Djema
- 2002 : Les Amants du Nil

### Comme producteur ou coproducteur

#### Pour le cinéma (avec la société Paradis Films)
- 1986 : Le Diable au corps de Marco Bellocchio
- 1987 : Les Lunettes d'or de Giuliano Montaldo
- 1987 : Noyade interdite de Pierre Granier-Deferre
- 1988 : La Couleur du vent de Pierre Granier-Deferre
- 1988 :  Paysage dans le brouillard de Theo Angelopoulos
- 1989 : La Salle de bain de John Lvoff
- 1989 : Les Bois noirs de Jacques Deray
- 1991 :  Dans la soirée de Francesca Archibugi
- 1991 :  Indochine de Régis Wargnier
- 1994 : Le Regard d'Ulysse de Theo Angelopoulos
- 1994 : Les Yeux fermés de Francesca Archibugi
- 1997 :  Port Djema d'Éric Heumann
- 1998 :  L'Éternité et Un Jour de Theo Angelopoulos
- 2000 : Fast Food, Fast Women d'Amos Kollek
- 2000 :  Garage Olimpo de Marco Bechis
- 2000 : In the Mood for Love de Wong Kar-wai
- 2000 : Hijack Stories (en) d'Oliver Schmitz
- 2001 : Millennium Mambo de Hou Hsiao-hsien
- 2001 : Le Mariage des moussons de Mira Nair
- 2002 : Les Amants du Nil d'Éric Heumann
- 2002 : Samsâra de Pan Nalin
- 2002 Printemps dans une petite ville de Tian Zhuangzhuang
- 2003 : Le Costume de Bakhtiar Khudojnazarov
- 2004 : Stratosphere Girl (en) de Matthias X. Oberg (de)
- 2004 : Le Fils d'Elias, de Daniel Burman
- 2004 : 2046 de Wong Kar-wai
- 2004 : Voyage en famille (en) de Pablo Trapero
- 2005 : Three Times de Hou Hsiao-hsien
- 2008 : Fine pena mai (it) de Davide Barletti (it) et Lorenzo Conte
- 2008 : Une histoire italienne de Marco Tullio Giordana
- 2008 : Rio ligne 174 de Bruno Barreto
- 2008 : Les enfants sont partis de Daniel Burman
- 2009 : Bambou de Didier Bourdon
- 2009 : Sumô de Sharon Maymon et Erez Tadmor (he)
- 2009 : Sœur Sourire de Stijn Coninx
- 2010 : La Princesse de Montpensier de Bertrand Tavernier
- 2011 : La Taupe de Tomas Alfredson
- 2012 : Ma bonne étoile d'Anne Fassio
- 2012 : Sammy 2 de Ben Stassen et Vincent Kesteloot
- 2013 : Mariage à l'anglaise de Dan Mazer
- 2014 : L'Incomprise d'Asia Argento
- 2017 : Mission Pays basque de Ludovic Bernard

#### Pour la télévision (avec la société Paradis Films)
- 2014 : Crime en Aveyron de Claude-Michel Rome
- 2014 : Crime en Lozère de Claude-Michel Rome
- 2015 : Crime à Aigues-Mortes de Claude-Michel Rome
- 2016 : Crime à Martigues de Claude-Michel Rome

## Distinctions
- Ours d'argent du Meilleur Réalisateur au Festival International du film de Berlin 1997 pour Port Djema)
- Officier des Arts et des Lettres